# Metepec (estación)
Metepec es una de las estaciones que forman parte del tren interurbano El Insurgente, perteneciente a la única línea existente del sistema. Se ubica en el centro del Estado de México, en el municipio de Metepec.

## Información general
Su nombre se debe a que la estación se encuentra ubicada en el municipio de Metepec, cerca de la Avenida Tecnológico. La avenida recibe su nombre por el Instituto Tecnológico de Toluca ubicado a 2.3 km al sur de la estación.

### Afluencia
Se espera alrededor de 250 pasajeros en hora de máxima demanda.